# Поповское сельское поселение (Волгоградская область)
Попо́вское се́льское поселе́ние — муниципальное образование в составе Кумылженского района Волгоградской области.
Административный центр — хутор Попов.

## История
Поповское сельское поселение образовано 14 февраля 2005 года в соответствии с Законом Волгоградской области № 1006-ОД.

## Население
| 2010  | 2012  | 2013  | 2014  | 2015  | 2016  | 2017  |
| ----- | ----- | ----- | ----- | ----- | ----- | ----- |
| 1382  | ↘1363 | ↘1354 | ↘1345 | ↘1320 | ↘1291 | ↗1293 |
| 2018  | 2019  | 2020  | 2021  |       |       |       |
| ↘1259 | ↘1242 | ↘1222 | ↘1209 |       |       |       |

## Состав сельского поселения
| № | Населённый пункт | Тип населённого пункта        | Население |
| - | ---------------- | ----------------------------- | --------- |
| 1 | Блинковский      | хутор                         | 37        |
| 2 | Водяновский      | хутор                         | 0         |
| 3 | Глуховский       | хутор                         | 0         |
| 4 | Кузнечинский     | хутор                         | 38        |
| 5 | Ольховский       | хутор                         | 171       |
| 6 | Попов            | хутор, административный центр | 662       |
| 7 | Федосеевская     | станица                       | 48        |
| 8 | Филин            | хутор                         | 419       |
| 9 | Филяты           | хутор                         | 7         |